# Świechocin
Świechocin (pronunciación en polaco: /ɕfjɛˈxɔt͡ɕin/; en alemán: Schwichotschin) es un pueblo en el distrito administrativo de Gmina Pszczew, dentro del condado de Międzyrzecz, voivodato de Lubusz, en el oeste de Polonia. Se encuentra a unos 8 kilómetros al este de Pszczew, 20 kilómetros al este de Międzyrzecz, 51 kilómetros al sureste de Gorzów Wielkopolski, y 66 kilómetros al norte de Zielona Góra.